# تروي ناثان
تروي ناثان (بالإنجليزية: Troy Nathan)‏ هو لاعب اتحاد الرغبي نيوزيلندي، ولد في 9 أكتوبر 1983 في أوكلاند في نيوزيلندا.